# Sumbawa (Sprache)
Sumbawa ist eine auf der Westhälfte von Sumbawa (Indonesien) gesprochene Sprache. Sie gehört zu den West-malayo-polynesische Sprachen der malayo-polynesischen Sprachen innerhalb der austronesischen Sprachen. Sie ist eng mit dem Balinesischen und dem Sasak verwandt.